# Jacques Delabrouille
Jacques Delabrouille est un astrophysicien français né le 10 mai 1968. Spécialiste de l'analyse de données en cosmologie, il contribue au cours de sa carrière au développement de méthodes d'analyse et d'expériences innovantes de grande ampleur. Il joue notamment un rôle majeur dans l'étude du fond diffus cosmologique (en anglais CMB pour Cosmic Microwave Background) en jouant un rôle majeur dans la mission du satellite Planck, et dans la conception de projets Européens (COrE, Prism).

## Biographie
Né en 1968, Jacques Delabrouille obtient en 1991 le diplôme d'ingénieur en télécommunications aérospatiales de Télécom Paris. Il poursuit ses études à l'Université Pierre et Marie Curie, où il obtient en 1992 un DEA (diplôme d'études approfondies, ou master) en Astrophysique et Techniques Spatiales. Entre 1992 et 1994, il devient "teaching assistant" et "research assistant" au département de Physique à l'Université de Chicago où il obtient en 1994 un Master's Degree de physique. Jacques Delabrouille soutient en 1998 sa thèse de doctorat Modélisation et analyse de mesures des anisotropies du fond de rayonnement cosmologique en cotutelle entre l'Université de Chicago et l'Université de Paris-Sud-Orsay. Après une année de post-doctorat au collège de France comme assistant de recherche, il est embauché comme chercheur au CNRS. Il travaille jusqu'en 2003 au laboratoire PCC (Physique Corpusculaire et Cosmologie), puis à l'APC (AstroParticule et Cosmologie) où il est maintenant directeur de recherche depuis 2011.
Jacques Delabrouille s'investit tout au long de sa carrière dans la communication et l'encadrement de la recherche en France et à l'étranger (directeur de thèse de plus d'une dizaine d'étudiants de par le monde). Depuis 2007, il est conférencier régulier et membre du comité d'organisation du Festival d'Astronomie de Fleurance,. Il contribue par ailleurs à des émissions radio, ou des webtv ("Tout s'explique" avec Fabienne Chauvière sur France Inter, "Continent science" avec Stéphane Deligeorges sur France Culture, webtv "Pour la science" par le Monde de la Ferme des Etoiles), rédige des articles de vulgarisation scientifique (pour "Ciel et Espace", "Pour la science", "Eclipse"), et en 2011, il publie aux éditions du seuil, en co-auteur avec sa femme Nathalie Palanque-Delabrouille, Les nouveaux messagers du Cosmos, un livre récompensé du prix du livre d'astronomie de l'année en 2012.
Marié et père de trois enfants, Jacques Delabrouille habite aujourd'hui en Ile-de-France.

## Formation
- 1991 : Master de télécommunications aérospatiales, diplôme d'ingénieur à Télécom Paris[4].
- 1992 : Master d'astrophysique et technologies spatiales à l'Université Pierre et Marie Curie[4].
- 1994 : Master de Physique à l'Université de Chicago[4].
- 1998 : Doctorat de Physique[5], en cotutelle entre l'Université de Chicago et l'Université de Paris-Sud-Orsay, supervisé par J.-L. Puget.
- 2011 : Habilitation à diriger des recherches, Université Paris-Diderot.

## Prix et distinctions
- 1991 : prix  Lavoisier  du  ministère  des  Affaires  étrangères.
- 2012 : prix du livre d’astronomie pour son ouvrage Les nouveaux messagers du cosmos[10].
- 2013-2016 : prix d'excellence scientifique du CNRS (4 années consécutives).
- 2018 : Group Achievement Award par la Royal Astronomical Society (collaboration Planck).
- 2018 : Prix Gruber de Cosmologie pour la mission spatiale Planck (collaboration Planck).
- 2018 : Certificat de l'Agence spatiale européenne pour sa contribution remarquable à la mission spatiale Planck.
- 2019 : Prix Giuseppe et Vanna Cocconi (collaborations WMAP et Planck).
- 2020 : International talent distinguished scientist par l'Académie chinoise des sciences.